# Chelsea Gray
Chelsea Nichelle Gray (* 8. Oktober 1992 in Hayward, Kalifornien) ist eine US-amerikanische Basketballspielerin. 

## Karriere
Vor ihrer professionellen Karriere in der WNBA spielte Gray von 2010 bis 2014 College-Basketball für die Duke University. Sie wurde beim WNBA Draft 2014 an 11. Stelle von den Connecticut Sun ausgewählt, für die sie in der Saison 2015 spielte. Von 2016 bis 2020 stand sie im Kader der Los Angeles Sparks, mit denen sie 2016 die WNBA-Meisterschaft gewann. Seit 2021 steht sie bei den Las Vegas Aces unter Vertrag.
In der WNBA-Off-Season spielt Gray für Mannschaften im Ausland. Bei den Olympischen Sommerspielen 2020 in Tokio, die bedingt durch die COVID-19-Pandemie erst im Juli und August 2021 stattfanden, holte Gray mit der Damen-Basketballnationalmannschaft der Vereinigten Staaten die Goldmedaille. Bei den Olympischen Spielen 2024 in Paris gewann sie ebenfalls die Goldmedaille.

## Privates
Seit November 2019 ist Gray mit der US-amerikanischen Basketballspielerin Tipesa Moorer verheiratet.